# Giải bóng đá U-19 Quốc gia 1997
Giải bóng đá U-19 Quốc gia 1997, tên gọi chính thức là Giải bóng đá U-19 Quốc gia – Cúp LG 1997 vì lý do tài trợ, là mùa giải thứ hai của Giải bóng đá U-19 Quốc gia do Liên đoàn bóng đá Việt Nam (VFF) tổ chức. Mùa giải lần này diễn ra theo hai giai đoạn, với giai đoạn vòng loại tại từng khu vực vào các ngày từ 27 tháng 7 đến ngày 30 tháng 8 năm 1997. Vòng chung kết của giải, gồm 8 đội bóng, được tổ chức tại Hà Nội từ ngày 23 tháng 11 đến ngày 7 tháng 12 năm 1997.

## Vòng loại
Vòng loại diễn ra từ ngày 27 tháng 7 đến ngày 30 tháng 8 năm 1997. Các đội tham dự được chia theo ba khu vực, hai đội đứng đầu mỗi khu vực sẽ lọt vào vòng chung kết.
- Khu vực miền Bắc:
- Khu vực miền Trung: Diễn ra từ ngày 17 đến ngày 30 tháng 8 tại Quảng Ngãi, Phú Yên và Bình Định.[3]
- Khu vực miền Nam: Các đội chia thành hai nhóm thi đấu vòng tròn một lượt, hai đội đứng đầu mỗi nhóm lọt vào vòng bán kết. Hai đội thắng trong hai trận bán kết giành quyền vào vòng chung kết.[4]

### Các đội vượt qua vòng loại
| Câu lạc bộ            | Tư cách vượt qua vòng loại |
| --------------------- | -------------------------- |
| Hà Nội                | Chủ nhà                    |
| Thành phố Hồ Chí Minh | Đương kim vô địch          |
| Thanh Hóa             | Thắng bán kết bảng A       |
| Câu lạc bộ Quân đội   | Thắng bán kết bảng A       |
| Khánh Hòa             | Bảng B                     |
| Quảng Ngãi            | Bảng B                     |
| Đồng Tháp             | Thắng bán kết bảng C       |
| Long An               | Thắng bán kết bảng C       |

## Địa điểm
Các trận đấu của vòng chung kết diễn ra tại sân vận động Hà Nội, thủ đô Hà Nội.
| Hà NộiGiải bóng đá U-19 Quốc gia 1997 (Việt Nam) | Hà Nội              |
| ------------------------------------------------ | ------------------- |
| Hà NộiGiải bóng đá U-19 Quốc gia 1997 (Việt Nam) | Sân vận động Hà Nội |
| Hà NộiGiải bóng đá U-19 Quốc gia 1997 (Việt Nam) | Sức chứa: 25.000    |
| Hà NộiGiải bóng đá U-19 Quốc gia 1997 (Việt Nam) |                     |

## Vòng bảng
Hai đội đứng đầu mỗi bảng lọt vào vòng bán kết. Lễ bốc thăm chia bảng đã diễn ra vào ngày 25 tháng 10 năm 1997 tại Hà Nội.

### Bảng A
| VT | Đội                 | ST | T | H | B | BT | BB | HS | Đ | Giành quyền tham dự     |
| -- | ------------------- | -- | - | - | - | -- | -- | -- | - | ----------------------- |
| 1  | Câu lạc bộ Quân đội | 3  | 3 | 0 | 0 | 4  | 1  | +3 | 9 | Vòng đấu loại trực tiếp |
| 2  | Hà Nội (H)          | 3  | 2 | 0 | 1 | 9  | 6  | +3 | 6 | Vòng đấu loại trực tiếp |
| 3  | Đồng Tháp           | 3  | 1 | 0 | 2 | 7  | 6  | +1 | 3 |                         |
| 4  | Quảng Ngãi          | 3  | 0 | 0 | 3 | 2  | 9  | −7 | 0 |                         |

| Câu lạc bộ Quân đội | 1–0      | Quảng Ngãi |
| ------------------- | -------- | ---------- |
|                     | Chi tiết |            |

| Đồng Tháp | 3–4 | Hà Nội |
| --------- | --- | ------ |
|           |     |        |

| Hà Nội | 4–1 | Quảng Ngãi |
| ------ | --- | ---------- |
|        |     |            |

| Đồng Tháp | 0–1 | Câu lạc bộ Quân đội |
| --------- | --- | ------------------- |
|           |     |                     |

| Câu lạc bộ Quân đội | 2–1 | Hà Nội |
| ------------------- | --- | ------ |
|                     |     |        |

| Đồng Tháp | 4–1 | Quảng Ngãi |
| --------- | --- | ---------- |
|           |     |            |

### Bảng B
| VT | Đội                   | ST | T | H | B | BT | BB | HS | Đ | Giành quyền tham dự     |
| -- | --------------------- | -- | - | - | - | -- | -- | -- | - | ----------------------- |
| 1  | Thanh Hóa             | 3  | 3 | 0 | 0 | 8  | 2  | +6 | 9 | Vòng đấu loại trực tiếp |
| 2  | Long An               | 3  | 2 | 0 | 1 | 6  | 6  | 0  | 6 | Vòng đấu loại trực tiếp |
| 3  | Thành phố Hồ Chí Minh | 3  | 1 | 0 | 2 | 4  | 6  | −2 | 3 |                         |
| 4  | Khánh Hòa             | 3  | 0 | 0 | 3 | 1  | 5  | −4 | 0 |                         |

| Thanh Hóa | 3–1      | Long An |
| --------- | -------- | ------- |
|           | Chi tiết |         |

| Khánh Hòa | 0–1 | Thành phố Hồ Chí Minh |
| --------- | --- | --------------------- |
|           |     |                       |

| Thành phố Hồ Chí Minh | 2–3 | Long An |
| --------------------- | --- | ------- |
|                       |     |         |

| Khánh Hòa | 0–2 | Thanh Hóa |
| --------- | --- | --------- |
|           |     |           |

| Thanh Hóa | 3–1 | Thành phố Hồ Chí Minh |
| --------- | --- | --------------------- |
|           |     |                       |

| Khánh Hòa | 1–2 | Long An |
| --------- | --- | ------- |
|           |     |         |

## Vòng đấu loại trực tiếp

### Bán kết
| Câu lạc bộ Quân đội                  | 4–1 | Long An |
| ------------------------------------ | --- | ------- |
| - Đặng Phương Nam - Nguyễn Thanh Hải |     |         |

| Hà Nội | 0–1 | Thanh Hóa        |
| ------ | --- | ---------------- |
|        |     | Nguyễn Thanh Quý |

### Tranh hạng ba
| Hà Nội | 3–2 | Long An |
| ------ | --- | ------- |
|        |     |         |

### Chung kết
| Thanh Hóa        | 1–0      | Câu lạc bộ Quân đội |
| ---------------- | -------- | ------------------- |
| - Phạm Như Thuần | Chi tiết |                     |

## Thống kê

### Vô địch
| Vô địch Giải bóng đá U-19 Quốc gia 1997 |
| --------------------------------------- |
| Thanh Hóa Lần thứ 1                     |

### Cầu thủ ghi bàn
Danh sách này không đầy đủ, bạn cũng có thể giúp mở rộng danh sách.Đã có 53 bàn thắng ghi được trong 16 trận đấu, trung bình 3.31 bàn thắng mỗi trận đấu.
6 bàn thắng
- Đặng Phương Nam (Câu lạc bộ Quân đội)

5 bàn thắng
- Nguyễn Thanh Sơn (Hà Nội)

4 bàn thắng
- Lê Hồng Minh (Thanh Hóa)